# آرمیلوستریوم

آرمیلوستریوم در آیین روم باستان جشنواره ای در بزرگداشت مارس خدای جنگ بود که در ۱۹ اکتبر هر سال برگزار می‌شد. در این روز جنگ‌افزارهای سربازان به خوبی پاکیزه می‌شد و برای زمستان کنار گذاشته می‌شد. ارتش در سیرکوس ماکسیموس تجمع می‌کند، حلقه‌های گل به گردن آنها آویخته می‌شود و مورد بازبینی قرار می‌گیرند. به عنوان بخشی از فرایند پاکیزه سازی، ترامپت نواخته می‌شود. رومی‌ها به همراه سربازان و جنگ‌افزارها بر روی تپهٔ اوینتین جمع می‌شوند و با مشعل‌ها و حیوانات قربانی شان مراسم را ادامه می‌دهند. کشیش‌های رقصندهٔ مارس به نام سالی هم ممکن است در مراسم شرکت کنند.
جشنواره‌های مرتبط با خدایگان مارس، بیشتر در ماه مارتیوس (مارس) که نامش از روی نام همین خدا گرفته شده و در اکتبر برگزار می‌شود تا آغاز و پایان فصل لشکرکشی را بزرگ داشته باشند.
به منطقهٔ گسترده‌ای روی تپهٔ اوینتین که این مراسم برگزار می‌شد هم آرمیلوستریوم گفته می‌شود.